# Elías Castelnuovo

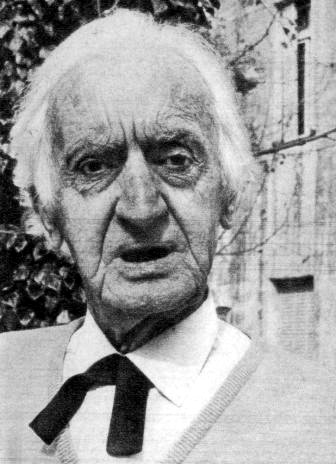
Elías Castelnuovo

Elías Castelnuovo (* 2. August 1893 in Montevideo, Uruguay; † 11. Oktober 1982 in Buenos Aires, Argentinien) war ein argentinischer Journalist und Schriftsteller.
Castelnuovo kam zusammen mit seiner Familie um 1900 nach Argentinien. Bereits während seiner Schulzeit begann er als freier Mitarbeiter für verschiedene Zeitschriften zu arbeiten und 1919 bekam er eine feste Anstellung als Redakteur bei der Zeitung „La Protesta“. Durch diese Arbeit lernte er bald gleichgesinnte Schriftsteller kennen und schloss sich dann auch der Grupo Boedo an.
1931 nahm Castelnuovo eine Einladung des russischen Schriftstellerverbandes an und bereiste für mehrere Wochen die Sowjetunion. Beeindruckt von dieser Reise, gründete Castelnuovo 1931 zusammen mit Roberto Arlt in Buenos Aires die Unión de escritores proletarios und im darauffolgenden Jahr das Teatro Proletario.
Ab 1953 arbeitete Castelnuovo in der Redaktion der Zeitschrift „Mundo Perónista“.
Zehn Wochen nach seinem 89. Geburtstag starb Elías Castelnuovo am 11. Oktober 1982 in Buenos Aires und fand dort auch seine letzte Ruhestätte.

## Werke (Auswahl)
Autobiographie
- Memorias. 1974.

Erzählungen
- Entre los muertos. 1925.
- Larvas. 1959.
- Malditos. 1924.
- Notas de un literato naturalista. 1932.

Essays
- Psicoanálisis sexual y social. 1966.
- Rusia soviética. 1933.
- Yo vi en Rusia. 1932.

Theaterstücke
- Animas benditas. 1926.
- En nombre de Cristo. 1927.
- Los señalados. 1928.
- Vidas proletarias. 1934.